# Chanal
La città di Chanal è a capo dell'omonimo comune di Chanal, nello stato del Chiapas, Messico. Conta 6 297 abitanti secondo le stime del censimento del 2005 e le sue coordinate sono 16°39'N 92°15'W.
Dal 1983, in seguito alla divisione del Sistema de Planeación, è ubicata nella regione economica II: ALTOS.